# 탄진 티샤
탄진 티샤(벵골어: তানজিন তিশা, 1993년 5월 23일 ~ )는 방글라데시의 배우, 모델, 텔레비전 사회자이다.